# NGC 3609
NGC 3609 (другие обозначения — UGC 6310, MCG 5-27-43, ZWG 156.50, PGC 34511) — спиральная галактика в созвездии Льва. Открыта Отто Васильевичем Струве в 1869 году.
Струве наблюдал эту галактику дважды, но не обнаружил, что это один и тот же объект, в результате в Новом общем каталоге она получила два обозначения: NGC 3609 и NGC 3612.

## Ошибочная идентификация
Запись NGC 3612 иногда ошибочно относят к другой галактике — PGC 34546, которая также имеет обозначения UGC 6321, MCG 5-27-51, ZWG 156.56. Эта галактика находится в 25 секундах к востоку от NGC 3609, однако Струве не мог её открыть, поскольку она более тусклая и имеет более низкую поверхностную яркость. Кроме того, Струве в обоих случаях указывал наличие звезды 10—11-й звёздной величины к северо-востоку от галактики, а рядом с PGC 34546 такая звезда отсутствует.